# Assadissa
Assadissa (in arabo السادسة‎?, lett. 'La Sesta'), è il sesto canale televisivo pubblico marocchino dedicato alla religione e cultura musulmana.

## Presentazione
Oltre alle trasmissioni giornaliere del Corano, il programma include anche dibattiti religiosi e documentari sulla scienza, storia ecc. trasmessi quotidianamente dalle 14:00 a 0:00 e dalle 12:00 a 00:00 durante il venerdì. Assadissa durante il mese di Ramadan presenta in diretta le preghiere del Tarawih dalla moschea Hassan II di Casablanca.

## Programmi
- Adourrouss Alhassania
- Alcoran wa tafssir (il corano e la sua spiegazione)
- Quiraatte Jamaâia
- Majalate assadissa (la rivesta della assadissa)
- Tifawit'n Lislam (la luce dell'islam)
- Mousshaf assadissa
- Fasalou ahla al dikr
- Khotbat al jomoa (preghiera del venerdì)
- Soual Assadissa
- Fi Diyafat Imam
- Les noms de Dieu (i nomi di dio)
- Oumssiyate
- Aloussra assaida
- Charh alhadite (spiegazione di hadit)
- Mousshaf assadissa
- Joudour wa aghssan
- Tafssir al coran bi alâamia